# Bénédicte Vilgrain
Bénédicte Vilgain est une orientaliste, imprimeure typographe, éditrice, traductrice, née à Lille en 1959.

## Biographie
Née à Lille en 1959.
En 1981, elle étudie le tibétain, peu à peu elle édite une grammaire tibétaine dont 11 chapitres sont parus chez différents éditeurs.
En 1984, elle fonde  la maison d’édition le Théâtre Typographique(TH.TY), en 1988, Bernard Rival la rejoint pour co-gérer et co-animer le Théâtre Typographique.
Le Théâtre typographique a fait de le choix de tirage limité d’œuvres littéraires et poétiques, avec une esthétique typographique et illustrative.

## Œuvres

### Grammaire tibétaine
- ka, ch. 1, Éd. Contrat maint, 2001.
- sKu, ch. 2, Éd. de l'Attente, 2002.
- Khà, ch. 3, Éd. Contrat maint, 2003.
- Khyi, ch. 4, If, no 24, 2004.
- g'i, ch. 5, 49 Poètes, un collectif, Flammarion, 2004.
- Grog(s), ch. 6, Éd. Contrat maint, 2004.
- Nga, ch. 7, Fin, no 24, 2006.
- Ngà, ch. 8, Éd. Héros-limite, 2009.
- gČig, ch. 9, Éd. Contrat maint, 2011.
- bČu, ch. 10, Éric Pesty Éditeur, 2012.
- Chou, ch. 11, Koshkonong, no 8, 2015.
  - Introduction à Chou, L'Ours Blanc, no 10, 2016.
  - ch. 11.2, « Ulf Stolterfoht fête. DJane Husserl », postface de Ulf Stolterfoht Des objets, trad. Bénédicte Vilgrain, Éric Pesty Éditeur, 2022.

### Conte
- 1984, Le Maître de la pluie ou le Voyage de Tch'e Song, Éd. Ipomée, adapté au théâtre et mis en scène par Sarkis Tcheumlekdjian[5]. lire en ligne

### Traductions du tibétain
- 2005, Les contes du cadavre, (Recueil de 25 à 27 contes composés au VIIe ou VIIIe siècle et recensés vers le XVe siècle) Éd. TH.TY.
- 1986, La raison de l'oiseau de  Tshaṅs-dbyaṅs-rgya-mtsho VI (dalaï lama, 1683-1706), Éd. Fata Morgana.
- 1984, Où l'on apprend que Cendrillon a tué sa mère ; suivi de la marâtre Srin-mo, extrait du cycle dit des " ro sgrung " ou contes du cadavre, Éd. TH.TY.

### Traduction de l'anglais
- 2008, Pertes inespérées, apportées par le vent, de Keith Waldrop, Éd. TH.TY.
- 1998, Deux et de Susan Howe[6], Éd. TH.TY.
- 1997, Marginalia de Melville de Susan Howe[6], Éd. TH.TY.
- 1994, Discrete series de  George Oppen, Éd. TH.TY.

### Traductions de l'allemand
- 2022, Des objets de Ulf Stolterfoht (de), Éric Pesty Éditeur.
- 2014, Idéologies des nouvelles de l'Antiquité de Alexander Kluge, Éd. TH.TY.
- 2010, 1900 mode d'emploi de  Friedrich A. Kittler, Éd. TH.TY.
- 2008, 21 poèmes-anagrammes d'après Hebel de Oskar Pastior, Éd. TH.TY.
- 2007, Sur le verbe dans les langues américaines de Wilhelm von Humboldt, Éd. Contrat maint.
- 2000, Un plus un ; Images, mémoires de  Klaus Theweleit, (avec la collaboration de Pierre Rusch), Éd. TH.TY.
- 2001, L'éléphant blanc de Heinrich Heine, Éd. TH.TY.
- 1997, Poème(s) de Walther von der Vogelweide, Éd. TH.TY.
- 1995, Allemands de Walter Benjamin, Éd. TH.TY.